# Caroline Still Anderson
Caroline Still Anderson (1er novembre 1848 - 1er ou 2 juin, 1919) est une médecin, éducatrice et militante américaine. Elle est un médecin pionnier dans la communauté afro-américaine de Philadelphie et l'une des premières femmes noires à devenir médecin aux États-Unis.

## Biographie

### Enfance et formation
Caroline Virginia Still naît le 1e novembre 1848 à Philadelphie ; elle est la fille aînée parmi les quatre enfants de Letitia et William Still,. Ses deux parents sont des leaders du mouvement abolitionniste américain. Son père dirige la branche de Philadelphie du chemin de fer clandestin, qui est mis en place peu de temps après la naissance de Caroline. Enfant, Caroline Still fréquente Mrs. Gordon's Private School, The Friends' Raspberry Alley School et l'Institute for Coloured Youth (maintenant Université Cheyney de Pennsylvanie). Bien que ces écoles soient coûteuses, la position lucrative de son père dans l'industrie du charbon lui permet d'offrir une bonne éducation à sa fille,. Caroline Still a beaucoup de chance d'avoir cette opportunité car la Philadelphie du XIXe siècle n'est pas accueillante pour la plupart des Noirs, bien que certaines familles noires aient prospéré socialement et économiquement. En faisant partie de cette communauté, Caroline Still est protégée des mauvais traitements infligés aux Noirs moins fortunés et peut profiter de ses privilèges. Son père valorise fortement l'éducation pour ses filles et encourage Caroline à poursuivre sérieusement ses études. Ce que Caroline fait en 1864 lorsqu'elle termine ses études primaires et secondaires à quinze ans, après quoi elle s'inscrit à l'Oberlin College. Elle obtient son diplôme en 1868 à l'âge de dix-neuf ans ; Caroline est aussi la plus jeune étudiante de sa promotion et la seule Afro-américaine. Après avoir obtenu son baccalauréat ès arts, elle est élue première présidente noire de la Ladies' Literary Society of Oberlin.
Caroline Still épouse son premier mari, Edward A. Wiley, un ancien esclave et ancien élève d'Oberlin, lors d'une cérémonie qui a lieu à leur domicile le 28 décembre 1869. Le mariage est suivi par de nombreuses sommités du mouvement anti-esclavagiste américain, et comprend une performance de la chanteuse Elizabeth Taylor Greenfield. Deux ans après la mort soudaine de son mari en 1875, Caroline Still s'inscrit au Howard University College of Medicine, mais elle est transférée en 1876 au Woman's Medical College of Pennsylvania et y obtient son doctorat de médecine en 1878. Sur sa classe de dix-sept élèves, seuls deux sont Noires. Durant ses études, elle travaille comme professeur de dessin et de parole pour payer ses frais.

### Carrière
Après l'obtention de son diplôme universitaire, Caroline Still retourne à Philadelphie et devient professeur d'élocution, de dessin et de musique jusqu'en 1875, date à laquelle elle commence une reconversion vers la médecine. En 1878, elle commence sa carrière médicale, avec un stage au New England Hospital for Women and Children de Boston. La candidature de Caroline Still est initialement rejetée par le conseil raciste de l'hôpital, et elle n'est nommée qu'après avoir visité la ville et rencontré le conseil en personne ; impressionnés par son talent, les membres du conseil reviennent sur leur décision, la nommant à l'internat à l'unanimité.
Après la fin de son internat en 1879, elle retourne dans sa ville natale, où elle ouvre un dispensaire dans l'église de son nouveau mari, Matthew Anderson, et fonde un cabinet médical privé. Devenue Caroline Anderson en 1889, elle relance sa carrière d'éducatrice, enseignant l'hygiène, la physiologie et la prise de parole en public tout en poursuivant sa pratique médicale. Cette même année, elle et son mari fondent une école d'arts professionnels et libéraux appelée Berean Manual Training and Industrial School, Caroline Anderson en étant la directrice adjointe en plus de ses rôles d'enseignante,. Elle pratique également la médecine dans des institutions quaker à Philadelphie. Sa carrière prend fin lorsqu'elle subit un accident vasculaire cérébral (AVC) paralytique en 1914,.

### Activisme social
Dans ses dernières années, Caroline Anderson devient une militante sociale, travaillant avec plusieurs organisations de la ville de Philadelphie, pour différentes causes, notamment la tempérance et l'égalité raciale. Elle soutient le mouvement de tempérance en tant que présidente de la Woman's Christian Temperance Union de Berean, organise des YMCA noirs à Philadelphie et est membre du conseil d'administration du Home for Aged and Infirm Colored People de Philadelphie. Caroline Anderson est aussi membre de la branche de Philadelphie de la Women's Medical Society et trésorière de la Women's Medical College Alumnae Association.
Le travail de Caroline Anderson pour la communauté noire de Philadelphie est salué par W. E. B. Du Bois, en particulier son travail avec l'Institut Berean.

### Vie privée
Pendant ses études à Oberlin, Caroline Still rencontre Edward Wiley ; elle l'épouse en 1869 à l'âge de 21 ans. Au cours de leurs quatre années de mariage, ils ont deux enfants, Letitia et William. Edwerd Wiley décède subitement en 1873. Caroline Still se remarie en 1880 à un pasteur nommé Matthew Anderson ; celui-ci est aussi un ancien d'Oberlin, en plus d'avoir étudié à l'Université Yale et à l'Université de Princeton. Les Anderson ont ensemble cinq enfants, dont trois survivent jusqu'à l'âge adulte : Helen, Maude et Margaret.

### Mort
Caroline Anderson meurt, âgée de 70 ans, le 1e ou le 2 juin 1919 à Philadelphie, des complications de ses accidents vasculaires cérébraux,. Plusieurs dates sont données pour sa mort,,.